# نیکولای بودارین
نیکولای بودارین (به انگلیسی: Nikolai Budarin) فضانورد اهل کشور روسیه است که در ۲۹ آوریل ۱۹۵۳ میلادی در کیریا، چواشستان زاده شد. وی در مأموریت اس‌تی‌اس-۷۱، سایوز تی‌ام-۲۱، سایوز تی‌ام-۲۷، اس‌تی‌اس-۱۱۳، اکسپدییشن ۶، سایوز تی‌ام‌ای-۱ حضور داشته است.